# Laguna Jahuacocha
Jahuacocha es una laguna de origen glaciar ubicada en la Cordillera Huayhuash, en el departamento de Áncash en el Perú. También llamada como Juhuacocha o Jujuacocha.

## Aspecto geográfico y turístico
Ubicada en una porción de la reserva natural de Huayhuash que corresponde a la parte ancashina, en la provincia de Bolognesi.
Situada a 4.053 msnm, esta laguna de aguas cristalinas, ofrece vistas espectaculares de las paredes occidentales de los picos de la cordillera homónima tales como: Rondoy, Jirishanca, Yerupajá Chico y por supuesto del mayor pico el Yerupajá.